# 古野拓巳
古野 拓巳（ふるの たくみ、1993年2月20日 - ）は、日本の男子バスケットボール選手である。身長178cm、体重78kgで、ポジションはポイントガード。Bリーグ、B2の愛媛オレンジバイキングスに所属している。
福岡県飯塚市出身。日本経済大学在学中の2014年、熊本ヴォルターズにアーリーエントリー制度により加入。2016-17シーズンにはB2リーグのアシスト王、スティール王のタイトルを獲得し、レギュラーシーズンのMVPに選ばれた。翌2017-18シーズンもB2アシスト王のタイトルを獲得。2018-19シーズン終了後、広島ドラゴンフライズに移籍し、B1昇格に貢献した。

## 来歴
福岡第一高校から日本経済大学へ。
2014年、大学在籍中にNBLアーリーエントリー制度で熊本ヴォルターズでプレーを開始。
2016-17シーズンには、B2リーグの最優秀選手賞、アシスト王、スティール王を受賞。
2017-18 シーズンでは、B2リーグで2年連続のアシスト王を獲得。
2018-19シーズンはチームキャプテンに就任、レギュラーシーズン60試合全てに出場し、1試合平均11.7得点、アシスト7.3を記録した。ヴォルターズはB2西地区で優勝しプレーオフに進出したものの、準決勝で群馬クレインサンダーズに敗れ、3位決定戦でも島根スサノオマジックに敗れ、三度B1昇格を逃した。シーズン終了後、B2の広島ドラゴンフライズに移籍。移籍に伴い、背番号が30に変わった。
2019-20シーズン、チームのB2西地区優勝とB1昇格に貢献。2020-21シーズンも広島と契約し、B1でプレーした。
2021-22シーズン、3シーズンぶりに熊本に復帰。3月、骨折により戦線離脱した。
2022年オフ、愛媛オレンジバイキングスに移籍。

## 個人成績
| シーズン       | チーム | GP | GS | MPG  | FG%  | 3P%  | FT%  | RPG | APG | SPG | BPG | TO  | PPG  |
| -------------- | ------ | -- | -- | ---- | ---- | ---- | ---- | --- | --- | --- | --- | --- | ---- |
| 2014-15（NBL） | 熊本   | 29 | 29 | 34.6 | 35.8 | 28.6 | 74.0 | 4.1 | 4.1 | 1.9 | 0.2 | 3.3 | 9.3  |
| 2015-16（NBL） | 熊本   | 49 | 24 | 23.7 | 38.7 | 34.3 | 82.5 | 2.7 | 3.6 | 1.2 | 0.1 | 2.4 | 6.6  |
| 2016-17（B2）  | 熊本   | 60 | 60 | 33.6 | 41.3 | 34.6 | 81.2 | 4.5 | 5.0 | 2.1 | 0.2 | 2.9 | 12.2 |
| 2017-18（B2）  | 熊本   | 60 | 60 | 30.3 | 45.2 | 39.4 | 78.8 | 3.9 | 7.1 | 1.3 | 0.1 | 2.6 | 10.3 |
| 2018-19（B2）  | 熊本   | 60 | 56 | 32.2 | 40.7 | 37.7 | 83.0 | 3.7 | 7.3 | 1.8 | 0.1 | 2.5 | 11.7 |
| 2019-20（B2）  | 広島   | 36 |    |      |      |      |      |     |     |     |     |     |      |
| 2020-21（B1）  | 広島   | 52 |    |      |      |      |      |     |     |     |     |     |      |
| 2021-22（B2）  | 熊本   | 37 |    |      |      |      |      |     |     |     |     |     |      |
| 2022-23（B2）  | 愛媛   |    |    |      |      |      |      |     |     |     |     |     |      |